# Melani Olivares
Melani Olivares Mora (Badalona, Barcelona, 18 de febrero de 1973) es una actriz española.

## Biografía
Hija de padre catalán y madre murciana, Melani Olivares nació el 18 de febrero de 1973 en Badalona. Estudió interpretación en la escuela de Cristina Rota e hizo sus primeros pinitos en televisión como presentadora del programa infantil/juvenil Leña al mono que es de goma en 1993.
Su carrera ha estado estrechamente ligada a la televisión, participando en multitud de series. La primera de ellas fue Éste es mi barrio, donde interpretó el personaje de Elisa entre 1996 y 1997 y a la que le siguió Más que amigos (1997-1998), donde fue una de las protagonistas al lado de Alberto San Juan. Después rodó Ambiciones, una serie que emitió con poco éxito Antena 3 en 1998.
El director de Más que amigos, Manuel Ríos San Martín, contó con ella (así como con otros actores de la serie como Ana Risueño, Jorge Bosch, Paz Vega y Alberto San Juan) para su debut cinematográfico, la película Perdón, perdón en 1998.
En 2000 rodó Me da igual a las órdenes de David Gordon, y ese mismo año apareció con papeles episódicos en las series Robles, investigador y Siete Vidas.
Sus siguientes incursiones cinematográficas serían los cortos Soberano, el rey canalla (2001), de Miguel Bardem, y Lauburu (2001), de Luis Ángel Ramírez, así como los largometrajes Noche de reyes (2001), también de Miguel Bardem, y No te fallaré, adaptación cinematográfica de Compañeros, otra vez a las órdenes de Manuel Ríos San Martín, uno de los creadores de la serie. También en 2001 rodó la película para televisión Freetown (2001), de Javier Arazola, y apareció esporádicamente en la serie Paraíso.
No dejaré que no me quieras, de José Luis Acosta, fue su única aparición cinematográfica en 2002, mientras que en el teatro fue dirigida por el que fue compañero suyo de reparto en Más que amigos, Jorge Bosch, en la obra ¡Tú come bollos...!. Además, rodó varios capítulos de la serie Psicoexpress y se incorporó a la serie Policías, en el corazón de la calle con un papel fijo que interpretó durante dos temporadas, permaneciendo en ella hasta que finalizó en 2003. Poco después colaboró en un capítulo de Un paso adelante.
Pedro Mari Santos la dirigió en 2004 en la película Agujeros en el cielo, y Gaizka Urresti hizo lo propio en Malicia en el país de las maravillas. Ese año protagonizó para las autonómicas la serie De moda y participó en el montaje teatral Excusas junto a Pepón Nieto, Ana Labordeta y Luis Merlo.
Sus siguientes proyectos fueron los cortos Anteayer (2005), de Liliana Torres, y No se lo digas a mamá (2005), de Luis Ángel Ramírez; 2005 fue también el año del comienzo de Aída, serie derivada de 7 vidas en la que Melani siguió interpretando el papel de Paz Bermejo. Además, estrenó La Atlántida (2005), película para televisión de Belén Macías, y participó en la serie catalana L'un per l'altre.
Al margen de Aída, sus últimos trabajos han sido las películas Shevernatze, un ángel corrupto (2006), de Pablo Palazón, y Busco (2006), de Carlos Cuenca, Arturo y Carlos Turón. Además, ha protagonizado, junto con Carlos Chamarro, la obra de teatro Mandíbula afilada bajo la dirección de Paco Mir, con la que ha estado de gira por España.
En junio de 2014, ficha por la ficción Bajo sospecha de la cadena Antena 3 en la que interpreta a Inés Vega.
Desde abril de 2016 aparece en la serie La embajada, que se emite cada lunes en horario de máxima audiencia también en Antena 3, consiguiendo en su primer capítulo reunir a más de cuatro millones de telespectadores.
En el 2020 se confirma su participación en el programa MasterChef Celebrity en su versión de famosos, compartiendo pantalla con rostros como La Terremoto de Alcorcón, Raquel Sánchez Silva o Florentino Fernández.

## Vida personal
Poco después de quedarse embarazada de un desconocido y abortar, en mayo de 2007 adoptó a una niña etíope llamada Martina, nacida en 2006. El 19 de enero de 2012 dio a luz a su primera hija biológica, Manuela, fruto de su relación con el músico Javier Rojas.
El 30 de julio de 2016 contrajo matrimonio con el percusionista Gorka González, tras tres años de relación, y en septiembre de ese año anunció que estaba embarazada. En abril de 2017 dio a luz a un niño llamado Lucho.

## Filmografía

### Películas
| Películas | Películas                      | Películas    | Películas                |
| --------- | ------------------------------ | ------------ | ------------------------ |
| Año       | Título                         | Papel        | Director                 |
| 1995      | La niña de tus sueños          | Carmen       | Jesús Delgado            |
| 2000      | Me da igual                    | Eva          | David Gordon             |
| 2001      | No te fallaré                  | Paz          | Manuel Ríos San Martín   |
| 2001      | Noche de reyes                 | Celia        | Miguel Bardem            |
| 2002      | No dejaré que no me quieras    | Marta        | José Luis Acosta         |
| 2004      | Agujeros en el cielo           | Eva          | Pedro Mari Santos        |
| 2005      | La atlántica                   | Juana        | Belén Macías             |
| 2006      | Shevernatze, un ángel corrupto | María        | Pablo Palazón            |
| 2008      | 8 citas                        | Natalia      | Rodrigo Sorogoyen        |
| 2010      | The anguish                    | -            | Jordi Mesa González      |
| 2013      | Temporal                       | Melani       | José Luis López González |
| 2014      | Dos a la carta                 | Yoli         | Robert Bellsolà          |
| 2015      | Hablar                         | Camarera     | Joaquín Oristrell        |
| 2016      | El signo de Caronte            | -            | Néstor F. Dennis         |
| 2016      | Crisis                         |              | Miguel Monteagudo        |
| 2021      | Donde caben dos                | Silvia       | Paco Caballero           |
| 2022      | Vienes o voy                   | Lola Pacheco | Jaime Botella            |
| 2025      | Aída y vuelta                  | Paz Bermejo  | Paco León                |

### Cortometrajes
| Cortometrajes | Cortometrajes                        | Cortometrajes    | Cortometrajes                             |
| ------------- | ------------------------------------ | ---------------- | ----------------------------------------- |
| Año           | Título                               | Papel            | Director                                  |
| 1998          | Perdón, perdón                       | Josefina         | Manuel Ríos San Martín                    |
| 2001          | Soberano, el rey canalla             | Ana              | Miguel Bardem                             |
| 2001          | Lauburu                              | Kerne            | Luis Ángel Ramírez                        |
| 2004          | Malicia en el país de las maravillas | Laura            | Gaizka Urresti                            |
| 2005          | Anteayer                             | Helena           | Liliana Torres                            |
| 2005          | No se lo digas a mamá                | Mujer Maltratada | Luis Ángel Ramírez                        |
| 2006          | Busco                                | -                | Carlos Cuenca, Arturo Turón, Carlos Turón |
| 2007          | Quédate                              | Melani           | Alfredo Hueck                             |
| 2016          | Verde pistacho                       | Mari             | Paco Cavero                               |

### Teatro
- Mandíbula afilada (2006)
- Amigos hasta la muerte (2009), dirigida por Javier Veiga. Con Jorge Sanz y Javier Veiga.
- Memento Mori (2011).
- Bajo terapia (2015-2017), dirigida por Daniel Veronese. Con Fele Martínez, Juan Carlos Vellido, Carmen Ruiz, Manuela Velasco y Gorka Otxoa
- Los hilos de Vulcano (2016), dirigida por Marta Torres. Con Verónica Forqué, Carmen París, Fele Martínez, Toom-Pak, Tomás Pozzi, Javi Mora y Nur Levi
- Juntos (2018 - 2019), dirigida por Juan Carlos Rubio. Con Inés Sánchez, Gorka Otxoa y Kiti Mánver
- Entre ella y yo (2020), dirigida por Zenon Recalde. Con Carlos Chamarro y voces de Verónica Ronda y Georgina Amorós
- Comedia sexual de una noche de verano (2022), dirigida por Juan José Cuco Afonso. Con Fernando Soto, Ismael Fritschi, Iris Díaz, Mingo Ruano y Adriana Ubani.

### Telefilmes
| Telefilmes | Telefilmes   | Telefilmes | Telefilmes |
| Año        | Título       | Papel      |            |
| ---------- | ------------ | ---------- | ---------- |
| 2001       | Freetown     | Victòria   |            |
| 2005       | La Atlántida | Juana      |            |

### Series de televisión
| Año         | Serie                               | Canal                  | Personaje               | Notas         |
| ----------- | ----------------------------------- | ---------------------- | ----------------------- | ------------- |
| 1996 - 1997 | Éste es mi barrio                   | Antena 3               | Elisa Cabrales          | 31 episodios  |
| 1997        | Médico de familia                   | Telecinco              | -                       | 1 episodio    |
| 1997 - 1998 | Más que amigos                      | Telecinco              | Mar                     | 28 episodios  |
| 1998        | Ambiciones                          | Antena 3               | Tina                    | 46 episodios  |
| 1999        | La casa de los líos                 | Antena 3               | -                       | 1 episodio    |
| 2000        | 7 vidas                             | Telecinco              | Eva                     | 1 episodio    |
| 2000 - 2001 | Robles, investigador                | La 1                   | Blanca                  | 13 episodios  |
| 2001        | El comisario                        | Telecinco              | Raquel                  | 1 episodio    |
| 2001        | Paraíso                             | La 1                   | Virginia                | 1 episodio    |
| 2002        | Psico express                       | TV3                    | Mari                    | 12 episodios  |
| 2002 - 2003 | Policías, en el corazón de la calle | Antena 3               | Laura Galarza           | 26 episodios  |
| 2003        | Un paso adelante                    | Antena 3               | Susana                  | 1 episodio    |
| 2004 - 2005 | De moda                             | TV3                    | Paula                   | 23 episodios  |
| 2005        | L'un per l'altre                    | TV3                    | Edu                     | 1 episodio    |
| 2005 - 2014 | Aída                                | Telecinco              | María de la Paz Bermejo | 206 episodios |
| 2015        | Bajo sospecha                       | Antena 3               | Inés Vega Sánchez       | 8 episodios   |
| 2016        | El hombre de tu vida                | La 1                   | Sofía                   | 1 episodio    |
| 2016        | La embajada                         | Antena 3               | Patricia Segura         | 11 episodios  |
| 2018 - 2019 | Benvinguts a la familia             | TV3                    | Àngela Navarro Garrofer | 26 episodios  |
| 2020        | Perdida                             | Antena 3               | Eva Aguirre             | 11 episodios  |
| 2021        | La reina del pueblo                 | Flooxer                | Estrella Bernal         | 5 episodios   |
| 2021        | Madres. Amor y vida                 | Prime Video            | Rosa                    | 2 episodios   |
| 2022 - 2023 | Amar es para siempre                | Antena 3               | Nieves Sanabria Balbás  | 211 episodios |
| 2023        | Camilo Superstar                    | Atresplayer            | Madre de Tony           | 1 episodio    |
| 2024        | Beguinas                            | Atresplayer / Antena 3 | Sibila García           | 10 episodios  |

### Programas
| Programas   | Programas                         | Programas            | Programas    |
| Año         | Título                            | Cadena               | Notas        |
| ----------- | --------------------------------- | -------------------- | ------------ |
| 1993        | Leña al mono que es de goma       | Antena 3             | Presentadora |
| 1994        | Planeta de movidas                | Antena 3             | Presentadora |
| 1997        | Crónicas marcianas                | Telecinco            | Invitada     |
| 2002        | Lo + plus                         | Canal+               | Invitada     |
| 2002 - 2020 | Pasapalabra                       | Antena 3 / Telecinco | Invitada     |
| 2005        | Dos rombos                        | La 1                 | Invitada     |
| 2006        | Channel n°4                       | Cuatro               | Invitada     |
| 2006        | El club                           | TV3                  | Invitada     |
| 2006        | La tarda                          | TV3                  | Invitada     |
| 2007        | Gran slam                         | Cuatro               | Invitada     |
| 2007        | Caiga quien caiga                 | Telecinco            | Invitada     |
| 2008        | Cartelera                         | La 1                 | Invitada     |
| 2009        | Ilustres ignorantes               | Canal+               | Invitada     |
| 2009        | El hormiguero                     | Antena 3             | Invitada     |
| 2011        | Salvados                          | La Sexta             | Entrevistada |
| 2013        | La partida de TV3                 | TV3                  | Invitada     |
| 2013        | Abre los ojos... y mira           | Telecinco            | Invitada     |
| 2014        | Hay una cosa que te quiero decir  | Telecinco            | Invitada     |
| 2014        | El pueblo más divertido de España | La 1                 | Jurado       |
| 2017        | El gran reto musical              | La 1                 | Invitada     |
| 2017        | Jugando con las estrellas         | La 1                 | Invitada     |
| 2017        | Mad in Spain                      | Telecinco            | Invitada     |
| 2018        | Al cotxe!                         | TV3                  | Invitada     |
| 2018        | Enganxats                         | TV3                  | Invitada     |
| 2018        | Alguna pregunta més?              | TV3                  | Invitada     |
| 2017 - 2018 | Hora punta                        | La 1                 | Colaboradora |
| 2019        | Sálvame Deluxe                    | Telecinco            | Invitada     |
| 2019        | Els matins a TV3                  | TV3                  | Entrevistada |
| 2019        | Quan arribin els marcians         | TV3                  | Entrevistada |
| 2020        | Entre ovejas                      | La 1                 | Invitada     |
| 2020        | Typical Spanish                   | La 1                 | Invitada     |
| 2020        | Adivina qué hago esta noche       | Cuatro               | Ayudante     |
| 2021        | Sábado Deluxe                     | Telecinco            | Invitada     |
| 2022 - 2023 | La Roca                           | La Sexta             | Invitada     |
| 2022        | Joaquín, el novato                | Antena 3             | Invitada     |
| 2023        | El círculo de los famosos         | Antena 3             | Invitada     |
| 2023        | Viajando con Chester              | Cuatro               | Invitada     |
| 2023        | Martínez y hermanos               | Movistar Plus+       | Invitada     |
| 2023        | Cuentos chinos                    | Telecinco            | Invitada     |

#### Como concursante
| Programas | Programas              | Programas | Programas                  |
| Año       | Título                 | Cadena    | Notas                      |
| --------- | ---------------------- | --------- | -------------------------- |
| 2020      | MasterChef Celebrity 5 | La 1      | Concursante - 2ª expulsada |

## Otros proyectos
- El jipy de Ibiza (videoclip del grupo El Tío Calambres) en aparición estelar junto con Willy Toledo.
- Dame una pista (videoclip del grupo Los Delinqüentes) con Melani Olivares y Fernando Tejero como actores invitados.
- Si es por ti (videoclip del grupo Revólver) en aparición estelar junto con Patricia Pérez.
- Anuncio de Bayer (2015)
- Publicidad Priorin (2015)

### Teatro
- Mandíbula afilada (2006), dirigido por Paco Mir. Con Carlos Chamarro.
- Amigos hasta la muerte (2009), dirigido por Javier Veiga. Con Jorge Sanz y Javier Veiga.
- Memento Mori (2011), dirigido por Jaime Chávarri. Con Cristina Rota, José Manrique, Nur Levi, Roberto Drago, Manuela Nsuenzang y Luis Hostalot.
- Bajo terapia (2015), dirigido por Daniel Veronese. Con Fele Martínez, Carmen Ruiz, Manuela Velasco, Gorka Otxoa y Juan Carlos Vellido
- Los hilos de Vulcano (2016), dirigido por Marta Torres. Con Fele Martínez, Verónica Forqué, Tomás Pozzi, Carmen París, Mélani Olivares, Javier Mora, Santi Marín y Nur al Levi.
- Juntos (2018 - 2019), dirigido por Juan Carlos Rubio. Con Gorka Otxoa, Kiti Mánver y Inés Sánchez.
- Entre ella y yo (2020), dirigido por Paco Mir. Con Carlos Chamarro.

## Premios
2008
- Mención especial a la Mejor actriz en el VI Certamen Nacional de Cortos de Dos Hermanas (Sevilla) por el cortometraje Quédate.